# Masaharu Nakagawa
Pour les articles homonymes, voir Nakagawa (homonymie).
Masaharu Nakagawa (中川 正春, Nakagawa Masaharu), né le 10 juin 1950 à Matsusaka, dans la préfecture de Mie, est un homme politique japonais, membre du Parti démocrate constitutionnel. 
Il est ministre de l'Éducation, de la Culture, des Sports, des Sciences et de la Technologie du 2 septembre 2011 au 13 janvier 2012 et sera remplacé par Hirofumi Hirano lors du premier remaniement du gouvernement Noda.